# 日曜大工110番
『日曜大工110番』（にちようだいくひゃくとおばん）は、かつて存在した日本の生活情報番組、16ミリフィルム撮影による情報系の短篇テレビ映画のシリーズである。『日曜大工 Do It Yourself』（ - ドゥ イット ユアセルフ）、『日曜大工 手づくり百科』（ - てづくりひゃっか）とタイトルは変遷した。

## 略歴・概要
1969年（昭和44年）10月、『日曜大工110番』として、日本テレビ放送網が放映を開始した。メインパーソナリティは、1968年（昭和43年）に池田書店から『日曜大工修理と実作』を上梓した松下紀久雄で、江口ポポほか女性アシスタントが出演した。日本日曜大工クラブが企画し、日本テレビと映画会社の日活が製作した16ミリフィルム撮影による情報系の短篇テレビ映画である。実際に本棚や椅子等の家庭用家具を解説しながら制作したり、家屋の雨漏りや水回りの修理等を自分でやる方法を伝授する番組であった。
当時録音助手であった橋本泰夫は、録音技師・太田六敏の紹介で本作の製作開始時に参加し、録音技師として一本立ちした。スポニチテレビニュース社（現在のスポニチクリエイツ）在籍時の三崎哲郎がプロデューサーとして製作に参加していた。1970年（昭和45年）、松下は日本日曜大工クラブ監修のもと、日本テレビ出版部から書籍『日曜大工110番』を上梓している。
1971年（昭和46年）に制作が日活から近代放映に引き継がれるが、フィルム撮影は変わらなかった。1972年（昭和47年）、『日曜大工 Do It Yourself』と番組名を変更したが、放映回数はつづけてカウントされ、同一番組とされた。オープニングテーマは、初期と後期で2曲あり、初期の曲は女性のソロヴォーカル曲、後期の曲は男性コーラスグループの楽曲で、同年の番組名変更を機に後期の曲に入れ替わった。
1973年（昭和48年）、番組名を『日曜大工 手づくり百科』に変更した。
実際に大工制作を行う本篇の終了後に『耳よりコーナー』という情報コーナーがあった。同コーナーのキャッチフレーズは「聴いて役立ち観てお得」。
1976年（昭和51年）1月30日、近代放映が倒産し、追って番組は終了となった。
現在シナリオが早稲田大学演劇博物館に所蔵され、ウェブ上では立命館大学ARCシナリオ検索システムで情報・表紙画像等が閲覧可能である。

## 放送データ
- 放送期間 : 1969年 - 1976年
- 放送国 :  日本
- 製作局 : 日本テレビ放送網
- 企画 : 日本日曜大工クラブ
- 制作 : 日活 （1969年 - 1971年） ⇒ 近代放映 （1971年 - 1976年）
- 協力 : スポニチテレビニュース社
- 提供 : アサヒペン

### 放送時間
- 開始当初は全日放送で、月曜 - 土曜は11:00 - 11:15、日曜は1971年3月までは6:45 - 7:00だったが、同年4月以降は8:00 - 8:15に変更し、以後日曜版は1976年までこの時間だった。なお11:00版は『ロンパールーム』の15分繰上げにともない、1972年3月限りで廃止した。
- これより前の1971年10月より、土曜17:30 - 17:45に新たに設置（従って、半年間だけ土曜日は2回放送していた）、その後1974年4月からは土曜6:30 - 6:45に移動し、半年後の同年10月以降は土曜8:00 - 8:15で放送し、日曜版が終わった1976年以降は「再放送」となり、1977年3月まで継続した[12]。

### タイトル・製作の変遷
| 年号   | タイトル                | 製作会社               | 制作会社 | 備考            |
| ------ | ----------------------- | ---------------------- | -------- | --------------- |
| 1969年 | 日曜大工110番           | 日本テレビ放送網・日活 | 日活     | 放映開始        |
| 1971年 | 日曜大工110番           | 日本テレビ放送網       | 近代放映 |                 |
| 1972年 | 日曜大工 Do It Yourself | 日本テレビ放送網       | 近代放映 |                 |
| 1973年 | 日曜大工 手づくり百科   | 日本テレビ放送網       | 近代放映 | 1976年 放映終了 |

## 主な出演者
メインパーソナリティ
- 松下紀久雄

歴代アシスタント
- 江口ポポ
- 笛弓子

## ビブリオグラフィ
国立国会図書館所蔵のもの。
- 『日曜大工110番』、著:松下紀久雄、監修:日本日曜大工クラブ、出版:日本テレビ放送網、発売:読売新聞社、1970年 [7]

## 註
1. ↑  佐賀潜の弟
2. 1 2 3 4  橋本泰夫. “録音との出会い - そして映画『蝉しぐれ』”.  特定ラジオマイク利用者連盟. 2021年2月16日閲覧。
3. ↑  佐賀潜の弟
4. ↑  “日曜大工修理と実作”.  国立国会図書館. 2009年12月19日閲覧。
5. ↑  “日曜大工110番 第十八回 秘剣ガラス切り”.  立命館大学. 2009年12月19日閲覧。
6. ↑  “宝箱”.   三崎哲郎. 2009年12月19日閲覧。
7. 1 2  “日曜大工110番”.   国立国会図書館. 2009年12月19日閲覧。
8. ↑  “日曜大工  Do It Yourself 第427回 - 第429回”.   立命館大学. 2009年12月19日閲覧。
9. ↑  “日曜大工 手づくり百科 第480回 - 第487回”.   立命館大学. 2009年12月19日閲覧。
10. ↑  “歴史”.  日本芸能マネージメント事業者協会. 2008年5月10日時点のオリジナルよりアーカイブ。2009年12月19日閲覧。
11. ↑  “立命館大学ARCシナリオ検索システム”.   立命館大学. 2009年12月19日閲覧。
12. ↑  日本テレビ放送網株式会社社史編纂室 編 編『大衆とともに25年 沿革史』日本テレビ放送網、1978年8月28日、480 - 508頁。NDLJP:11954641/256。
13. ↑  国立国会図書館NDL-OPAC 検索結果、国立国会図書館、2009年12月19日閲覧。